# 李佳悦
李佳悦（1990年6月8日—），上海人，中国足球运动员，中国国家女子足球队成员，司职后卫，2023赛季效力于加拉塔萨雷。她曾随队参加了2014年亚洲运动会和2018年亚洲运动会，其中2014年亚运会止步八强，2018年亚洲运动会获得银牌，2022年女足亚洲杯获得冠军。

## 簡歷
1990年6月8日出生于今上海市长宁区。1999年，新泾中学组建女子足球队，李佳悦入选。2007年，进入上海女足。2012年，首次入选中国女足。2014年，加盟水原三星，并获得当赛季K联赛MVP。2014年，随队在2014年亚运会进入八强。2015年，回归上海女足，同年参加2015年女足世界杯。2018年，获得2018年亚洲运动会银牌。2019年，入选中国女足并参加2019年女足世界杯。2022年2月，获得女足亚洲杯冠军。 2023年，加盟加拉塔萨雷。2025年1月8日，在中国女足2-5的比分负于恒大U15男足的内部教学赛中，李佳悦在恒大U15球员背后剪刀脚放铲导致任意球丢球，并在网络上引发争议。
2025年，李佳悅參演由周星馳執導的喜劇電影《少林女足》。

## 演出作品

### 電影
- 2025年：《少林女足》

### 综艺节目
- 2018年：《奔跑吧》第二季第8集嘉宾